# Yevlax (Stadt)
Yevlax, deutsch auch Jewlach (von russisch Евлах; englische TranskriptionYevlakh) ist eine Stadt in Aserbaidschan.

## Geografie
Die Stadt hat Bezirksstatus und ist selbst vom Bezirk (Rayon) Yevlax umgeben. In der Stadt nahe dem Fluss Kura leben 61.300 Einwohner (Stand: 2021). 2014 betrug die Einwohnerzahl etwa 59.400.

## Wirtschaft
Die Stadt ist ein bedeutender Knotenpunkt der aserbaidschanischen Eisenbahn. In Yevlax gibt es tabak- und seideverarbeitende Betriebe und eine große Getreidemühle. Darüber hinaus gibt es einen Flugplatz, der jedoch nicht sonderlich genutzt wird.

## Verkehr
Mit der Eröffnung des entsprechenden Streckenabschnitts der ältesten Bahnstrecke des Landes, der Bahnstrecke Poti–Baku, erhielt Yevlax 1883 Anschluss an die Eisenbahn. Der Bahnhof der Stadt ist heute Abzweigbahnhof für die Bahnstrecken Yevlax–Balakan in nördliche und Yevlax–Xankəndi in südliche Richtung.

## Kultur
Yevlax besitzt ein Theater und eine erst vor einiger Zeit neu errichtete Moschee.

## Persönlichkeiten
- Pawel Alexandrowitsch Florenski (1882–1937), Religionsphilosoph, Theologe, Mathematiker und Kunstwissenschaftler
- Arngolt Bekker (1935–2013), deutsch-russischer Unternehmer
- Anar Məmmədli (* 1978), Menschenrechtsaktivist